# RUNNING TO HORIZON
「RUNNING TO HORIZON」（ランニング・トゥ・ホライズン）は、小室哲哉が1989年10月28日にリリースしたソロデビュー・シングル。

## 解説
読売テレビ系アニメ『シティーハンター3』のオープニング・テーマとして起用。また2019年に公開された『劇場版シティーハンター 〈新宿プライベート・アイズ〉』及び2023年に公開された『劇場版シティーハンター 天使の涙』では双方とも挿入歌に起用された。
本作は、制作当時同時期に作られた「DIVE INTO YOUR BODY」と多数決にかけられ、「DIVE INTO YOUR BODY」がTM NETWORKの曲になった逸話がある。またAメロのコード進行がほぼ一緒であり、歌い出しが「LA LA LA～」であるところも共通点として挙げられる。後に宇都宮隆が2001年、本作をカバーしているが、宇都宮バージョンは歌詞の一部が異なりまたアレンジも別ものとなっている他、タイトル表記も本項では全て大文字表記であるのに対しカバーは「to」のみ小文字表記となっている。
2021年2月6日、ニコニコ生放送「TETSUYA KOMURO MUSIC FESTIVAL」に小室が出演の際、新たにリアレンジされた「RUNNING TO HORIZON Ad lib Piano Mix」を初披露。同年4月28日に配信版「RUNNING TO HORIZON (206 Mix)」としてリリース。なお、サブ・タイトルが「Ad lib Piano Mix」と「206 Mix」と各々異なるのは前者が1コーラスのみのショート・ヴァージョン、後者がフル・ヴァージョンとなっている差異である。

## 収録曲
| 全作詞: 小室みつ子、全作曲・編曲: 小室哲哉。 |                                                         |            |            |      |
| #                                            | タイトル                                                | 作詞       | 作曲・編曲 | 時間 |
| 1.                                           | 「RUNNING TO HORIZON」                                  | 小室みつ子 | 小室哲哉   | 4:52 |
| 2.                                           | 「RUNNING TO HORIZON （SHEP PETTIBONE SPECIAL REMIX）」 | 小室みつ子 | 小室哲哉   | 7:54 |
| 合計時間:                                    | 合計時間:                                               | 12:46      |            |      |

## 収録アルバム
- Digitalian is eating breakfast (#1)
  - Digitalian is eating breakfast Special Edition (Disc 1：#1/#2、Disc 3：「Edit Ver.」「Instrumental Edit ver.」収録)
- Digitalian is remixing (リミックス・ヴァージョン)
- TETSUYA KOMURO ARCHIVES “K” (#1)
- TK BEST SELECTION IN EPIC DAYS (#1/#2)
- 劇場版シティーハンター 〈新宿プライベート・アイズ〉-VOCAL COLLECTION- (#1)